# Montels, Hérault
Montels är en kommun i departementet Hérault i regionen Occitanien i södra Frankrike. Kommunen ligger i kantonen Capestang som tillhör arrondissementet Béziers. År 2022 hade Montels 243 invånare.

## Befolkningsutveckling
Antalet invånare i kommunen Montels
Referens:INSEE